# 195 a.C.
Il 195 a.C. (CXCV a.C. in numeri romani) è un anno  del II secolo a.C.

## Eventi
- In Cina Han Huidi diventa imperatore.
- A Roma la lex Oppia (contro il lusso muliebre) viene abrogata su proposta dei tribuni della plebe Marco Fundanio e Lucio Valerio, nonostante la ferma opposizione del console Marco Porcio Catone.
- Cartagine termina di pagare l'indennità di guerra della Seconda guerra punica, tornando così ad essere un potenziale nemico romano.
- Annibale si rifugia presso la corte di Antioco III, in qualità di ospite consigliere.

## Nati
- Zhang Qian, esploratore e diplomatico cinese († 114 a.C.)

## Morti
- 1º giugno - Gao Zu, imperatore cinese (n. 256 a.C.)